# ラブライブ!ダービー
ラブライブ！ダービー（ラブライブダービー）とは、日本のサッカークラブ、ツエーゲン金沢とアスルクラロ沼津が対戦する試合の呼称である。

## 概要
沼津市を舞台とする『ラブライブ!サンシャイン!!』は、2018年9月2日の対ギラヴァンツ北九州戦で初めてコラボマッチを行い、Aqoursのメンバーである渡辺曜役の斉藤朱夏が来場、5687人を動員する盛り上がりを見せた。これ以後、コロナウイルス感染症の影響で開催できなかった2020年・2021年を除いてコラボマッチを毎年開催、2022年からはプロジェクトラブライブ！サンシャイン!!がアスルクラロ沼津とのスポンサー契約を締結し、Aqoursをイメージした3rdユニフォームが製作されている。
2023年に金沢市を舞台とする『ラブライブ!蓮ノ空女学院スクールアイドルクラブ』が誕生し、11月4日に行われた対大分トリニータ戦で、蓮ノ空女学院スクールアイドルクラブのメンバーである、日野下花帆役の楡井希実、村野さやか役の野中ここな、大沢瑠璃乃役の菅叶和が来場したコラボマッチを開催し、大きく盛り上がった。
2024年に金沢がJ3リーグへ降格したことにより対戦が実現し、開幕節でいきなりこの対戦が組まれたことから、ラブライブ！、アスルクラロ沼津、ツエーゲン金沢の共同企画として、「ラブライブ！ダービー」が行われることとなった。

## ホームスタジアム
| チーム名         | スタジアム名 （命名権名称）                     | 収容人員 | 画像     | 備考 |
| ---------------- | ----------------------------------------------- | -------- | -------- | ---- |
| ツエーゲン金沢   | 金沢スタジアム （金沢ゴーゴーカレースタジアム） | 10,444人 | ゴースタ |      |
| アスルクラロ沼津 | 愛鷹広域公園多目的競技場                        | 10,000人 | 愛鷹     |      |

## 対戦成績・日程
- ■ツエーゲン金沢：0勝0分3敗
- ■アスルクラロ沼津：3勝0分0敗

| 年                                               | 月日     | 時期 | 時期   | 会場     | ホーム | 得点  | アウェイ | 観客数 |
| ------------------------------------------------ | -------- | ---- | ------ | -------- | ------ | ----- | -------- | ------ |
| 2022年以前は、蓮ノ空が誕生していなかった。       |          |      |        |          |        |       |          |        |
| 2023年は、金沢がJ2、沼津がJ3所属のため開催なし。 |          |      |        |          |        |       |          |        |
| 2024年                                           | 2月25日  | J3   | 第1節  | 愛鷹     | 沼津   | 3 - 0 | 金沢     | 2,206  |
| 2024年                                           | 10月20日 | J3   | 第33節 | ゴースタ | 金沢   | 0 - 1 | 沼津     | 5,219  |
| 2025年                                           | 6月8日   | J3   | 第15節 | 愛鷹     | 沼津   | 3 - 1 | 金沢     | 3,009  |
| 2025年                                           | 10月12日 | J3   | 第31節 | ゴースタ | 金沢   | -     | 沼津     |        |